# Альфа-піролідинопентіофенон
А́льфа-піролідинопентіофено́н (англ. Alpha-Pyrrolidinopentiophenone) (також відомий як α-PVP, β-кето-пролінтан, альфа-піролідиновалерофенон) — синтетичний психостимулятор класу катинон, розроблений у 1960-х роках, який продається як дизайнерський наркотик. Досить поширеною його розмовною назвою є флакка. α-PVP хімічно споріднений з піровалероном і є кетоновим аналогом пролінтану.

## Побічні ефекти
Альфа-PVP, як і інші психостимулятори, може викликати гіперстимуляцію, параною та галюцинації. Повідомлялося, що α-PVP є причиною смерті або значно сприяє смерті від самогубств та передозувань, спричинених комбінаціями наркотиків. α-PVP також був пов'язаний щонайменше з однією смертю з набряком легенів та помірно розвиненою атеросклеротичною ішемічною хворобою, коли вона поєднувалася з пентедроном.

## Фармакологія
α-PVP діє як інгібітор зворотного захоплення норадреналіну і дофаміну зі значеннями IC50 14,2 та 12,8 нМ відповідно, аналогічно його метилендіокси похідному MDPV. Як і інші катінони, було продемонстровано, що α-PVP надає підсилюючі ефекти у щурів.

## Хімія
Альфа-піролідинопентіофенон не реагує з реактивом Маркі. Дає сіру/чорну реакцію з реактивом Мекке.

### Виявлення в рідинах організму
α-PVP можна кількісно визначити у крові, плазмі чи сечі за допомогою рідинної хроматографії — мас-спектрометрії для підтвердження діагнозу отруєння у госпіталізованих пацієнтів або для надання доказів у судово-медичній експертизі причин смерті. Очікується, що концентрація α-PVP у крові або плазмі крові буде знаходитись у межах 10—50 мкг/л у осіб, які вживають препарат рекреаційно, >100 мкг/л у пацієнтів в стані алкогольного сп'яніння та >300 мкг/л у жертв гострого передозування.